# MV Werften Wismar

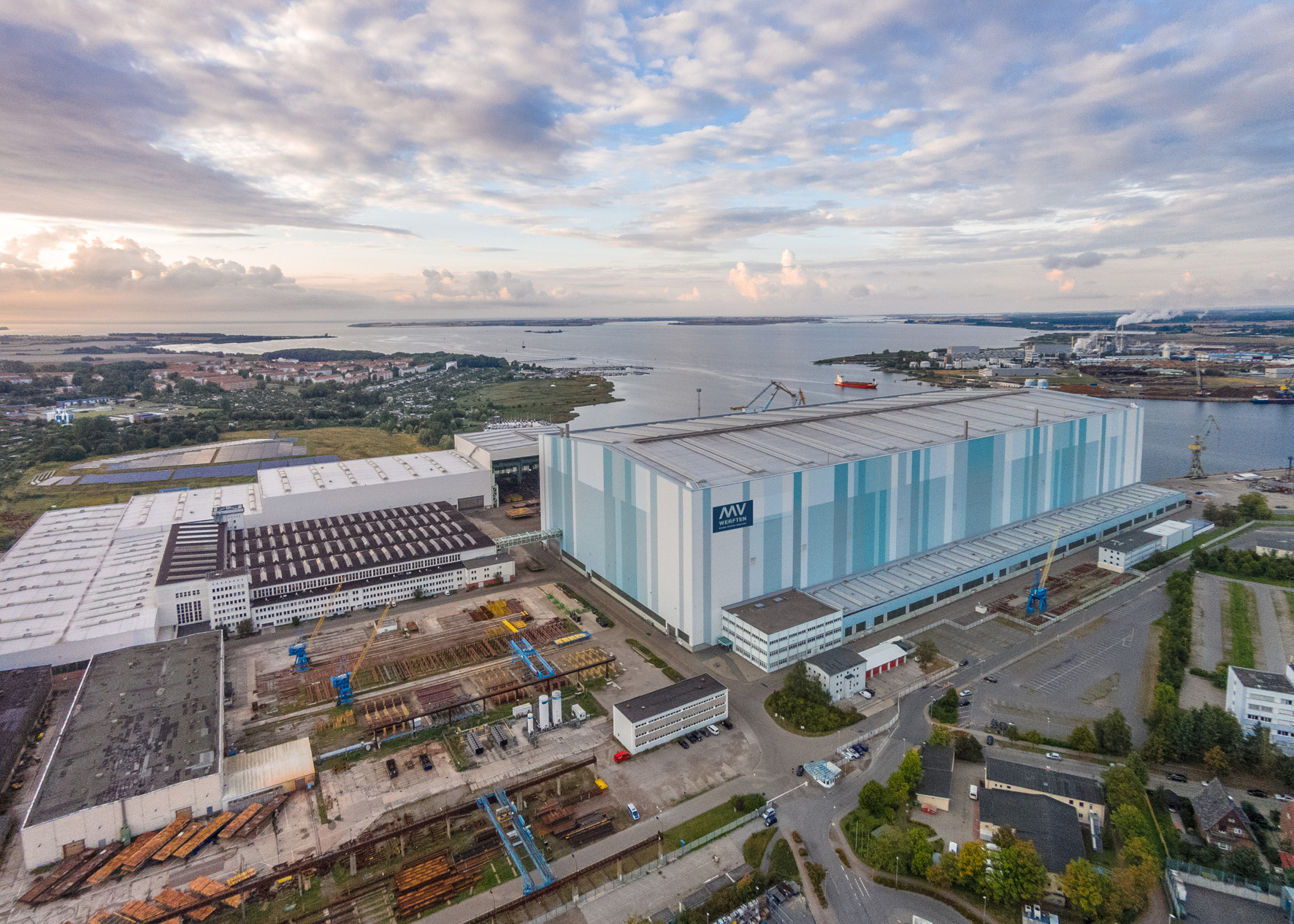
MV Werften Wismar, 2018

Die MV Werften Wismar (zuvor bis 2016 Nordic Yards Wismar, bis 2009 Wadan Yards MTW, bis 2008 Aker MTW Werft, bis 1998 MTW Schiffswerft und bis 1992 Mathias-Thesen-Werft) in Wismar ist eine Kompaktwerft des Unternehmens MV Werften, deren ursprünglicher Name VEB Mathias-Thesen-Werft Wismar dem 1944 im KZ Sachsenhausen ermordeten kommunistischen Reichstagsabgeordneten Mathias Thesen gewidmet war. Sie wurde in den Jahren nach dem Zweiten Weltkrieg in mehreren Schritten an der Wismarer Bucht errichtet.
Zu den neu gebauten Anlagen in Wismar gehört auch das überdachte Baudock, dessen Halle 72 m hoch, 155 m breit und über 395 m lang ist.
Ab März 2016 gehörte die Werft zum malaysisch-chinesischen Tourismusunternehmen Genting Hong Kong. Genting gründete die MV Werften, die die Standorte Wismar, Warnemünde und Stralsund  umfasste. Die Werftengruppe meldete im Januar 2022 Insolvenz an, der Standort Wismar wurde als Folge im Juni 2022 an Thyssenkrupp Marine Systems verkauft.

## Geschichte

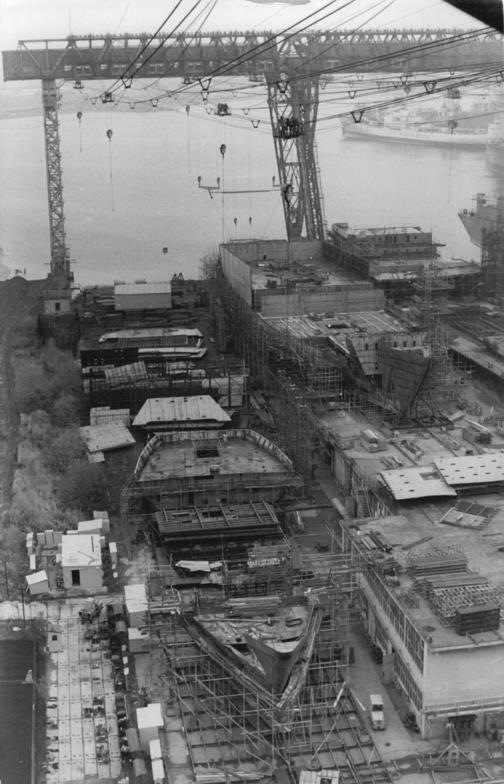
Helling der Mathias-Thesen-Werft, 1982

Am 27. April 1946 wurde in Wismar ein Schiffsreparaturwerk der Roten Armee gegründet, das am 1. Januar 1947 an die deutsche Landesverwaltung übergeben wurde. 

### 1951 bis 1990: VEB Mathias-Thesen-Werft Wismar
Nach Übernahme der alten Hanse-Werft, der Einbindung der Gelände der ehemaligen „Hafenschmiede“ und der Bootswerft „Schröder und Schackow“ wurde der entstandene Volkseigene Betrieb zum 31. Oktober 1951 in VEB Mathias-Thesen-Werft Wismar (VEB MTW) umbenannt. 1959 erfolgte die Zusammenfassung der MTW und anderer Schiffbaubetriebe in der Vereinigung Volkseigener Betriebe (VVB) Schiffbau. Die allgemein im industriellen Sektor der DDR zu beobachtende Ausbildung konzernartiger Organisationsstrukturen setzte sich 1979 mit der Umwandlung der VVB Schiffbau in das Kombinat Schiffbau Rostock weiter fort.
Seit den 1950er Jahren wurde eine Vielzahl von Hochseeschiffen für die Handels- und Fischfangflotte der DDR, anderer Länder des RGW und den internationalen Markt gefertigt. 1960 lief der einzige Neubau eines Kreuzfahrtschiffes in der DDR, die Fritz Heckert, in Wismar vom Stapel.
Von 1982 bis 1985 fanden umfangreiche Modernisierungen statt, um die Werft auf den aktuellen technischen Stand zu bringen.

### 1990 bis 1992: Mathias-Thesen-Werft
Im Zuge der Wirtschaftsreformen in den Wendezeiten in der DDR wurde am 1. Juni 1990 der VEB Mathias-Thesen-Werft Wismar in eine Kapitalgesellschaft überführt und firmierte nun als Mathias-Thesen-Werft Wismar GmbH, eine Tochter der Deutsche Maschinen- und Schiffbau AG (DMS) in Rostock, vollständig in Besitz der Treuhandanstalt.

### 1992 bis 1998: MTW Schiffswerft
Nach der 1992 erfolgten Umbenennung in MTW Schiffswerft GmbH, MTW jetzt für Meerestechnik Wismar, folgte im August 1992 die Übernahme durch die Bremer Vulkan Verbund AG.
Von 1994 bis 1998 fanden Modernisierungen durch Investitionen in Höhe von ca. 1 Milliarde DM statt, obwohl der Bremer Vulkan 1996 Konkurs anmelden musste. 

### 1998 bis 2008: Aker MTW

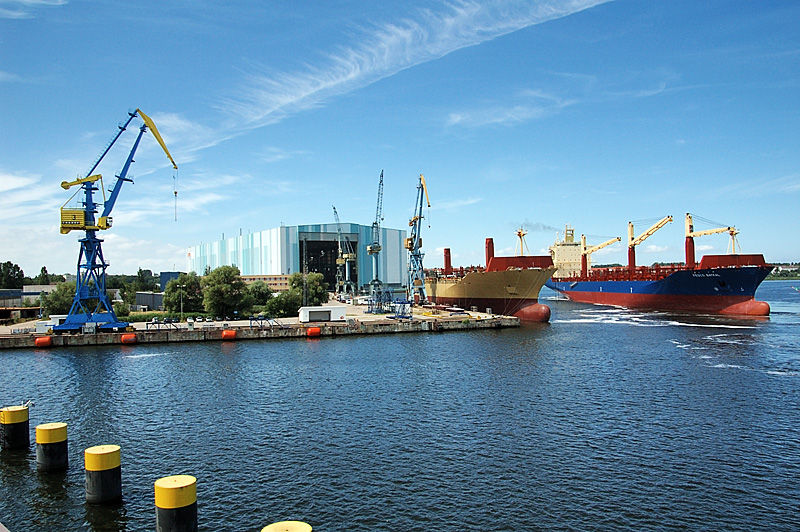
Aker MTW Wismar, 2006

Am 1. Mai 1998 übernahm der norwegische Konzern Aker RGI die Werft, die fortan den Namen Aker MTW trug. Etwa ab der Integration des Kvaerner-Konzerns in die bestehende Unternehmensgruppe Aker Yards (2002) kooperieren die ehemalige Kvaerner Warnow Werft Rostock GmbH und die Aker MTW Werft unter dem Namen Aker Ostsee.

### 2008 bis 2009: Wadan Yards MTW Wismar
2008 verkaufte Aker Yards die Mehrheit an einen russischen Finanzinvestor. Die Transaktion trat rückwirkend zum 1. Januar 2008 in Kraft und ab dem 22. September firmierten die Werften als Wadan Yards.
Am 5. Juni 2009 stellten die deutschen Unternehmensteile der Wadan Yards Group AS, darunter auch die Wadan Yards MTW GmbH in Wismar, Insolvenzanträge beim Amtsgericht Schwerin. Zum Insolvenzverwalter wurde der Schweriner Anwalt Marc Odebrecht, Mitglied der Kanzlei Brinkmann & Partner, bestellt. 

### 2009 bis 2016: Nordic Yards Wismar
Mitte August 2009 konnte der Insolvenzverwalter einen Investor präsentieren, der auch die Wismarer Werft übernahm. Der Leiter des Moskauer Nordstream-Büros Witali Jussufov (russisch: Виталий Юсуфов, englische Transkription: Vitaly Yusufov), Sohn des früheren russischen Energieministers und Gazprom-Aufsichtsrats Igor Jussufow (Игорь Юсуфов, Igor Yusufov), erwarb die Vermögensgegenstände der deutschen Wadan-Unternehmensteile über die durch ihn ins Leben gerufene Nordic Yards für etwa 40,5 Millionen Euro. Die nach wie vor insolventen deutschen Wadan Yards-Teile sind nach dem Verkauf aller Vermögensgegenstände eine juristische Hülle, über die die Wadan-Gläubiger abgefunden werden.
Im Oktober 2009 wurde die Arbeit im Betrieb wieder aufgenommen, neue Aufträge standen aber zunächst aus. Erst 2010 konnte man mit dem Bau eines für arktische Verhältnisse entworfenen Tankschiffs des Typs Nordic AT 19 für das russische Unternehmen MMC Norilsk Nickel im Wert von ca. 100 Mio. Euro beginnen. Seit 2010 engagiert sich das Unternehmen im Offshore-Bereich mit dem Bau von Plattformen und Spezialschiffen. Im Dezember 2012 erhielt die Werft einen russischen Staatsauftrag über den Bau zweier eisbrechender Rettungs- und Bergungsschiffe für die Arktis.
Der Regisseur Dieter Schumann begleitete das Abrutschen des Unternehmens samt seinen Mitarbeitern in die Insolvenz sowie die Rettungsmanöver, die aus ihr herausführen sollten, in seinem Film „Wadans Welt“. Dieser hatte am 22. Oktober 2010 im Rahmen des 53. Internationalen Leipziger Festivals für Dokumentar- und Animationsfilm seine Uraufführung.

### 2016 bis 2022: MV Werften Wismar
Im März 2016 erwarb das malaysisch-chinesische Schifffahrtunternehmen Genting Hong Kong die Nordic Yards zu einem Kaufpreis von 230 Millionen Euro, die Werft in Wismar wurde dabei mit 108,5 Millionen Euro bewertet. Zusammen mit der Lloyd Werft Bremerhaven sollten die Werften in Wismar, Warnemünde und Stralsund unter dem Namen „Lloyd Werft Group“ firmieren und Kreuzfahrtschiffe fertigen. Im Juli 2016 wurde allerdings die Gründung der MV Werften bekanntgegeben, deren Sitz sich in Wismar befindet. Der Kreuzfahrtschiffbau erfolgte nun ausschließlich auf den MV Werften. Neue Hallen wurden errichtet.
Am 20. März 2020 wurde die Fertigung der aktuellen Schiffbauprojekte ausgesetzt und die Werft vorübergehend geschlossen. Begründet wurde dies mit den Einschränkungen im Betriebsablauf aufgrund der COVID-19-Pandemie. Der Norddeutsche Rundfunk berichtete, dass die Werftengruppe Probleme damit hätte, Rechnungen für das zweite Kreuzfahrtschiff der Global-Klasse und das Expeditionskreuzfahrtschiff Crystal Endeavor zu begleichen, die auf den Standorten in Warnemünde und Stralsund entstehen; MV Werften habe sich an die KfW gewandt und Liquiditätshilfen aus dem Corona-Sonderprogramm beantragt.
Am 10. Januar 2022 meldete die Gesellschaft Insolvenz an.

### Ab 2022: Meyer Wismar / Thyssenkrupp Marine Systems Wismar

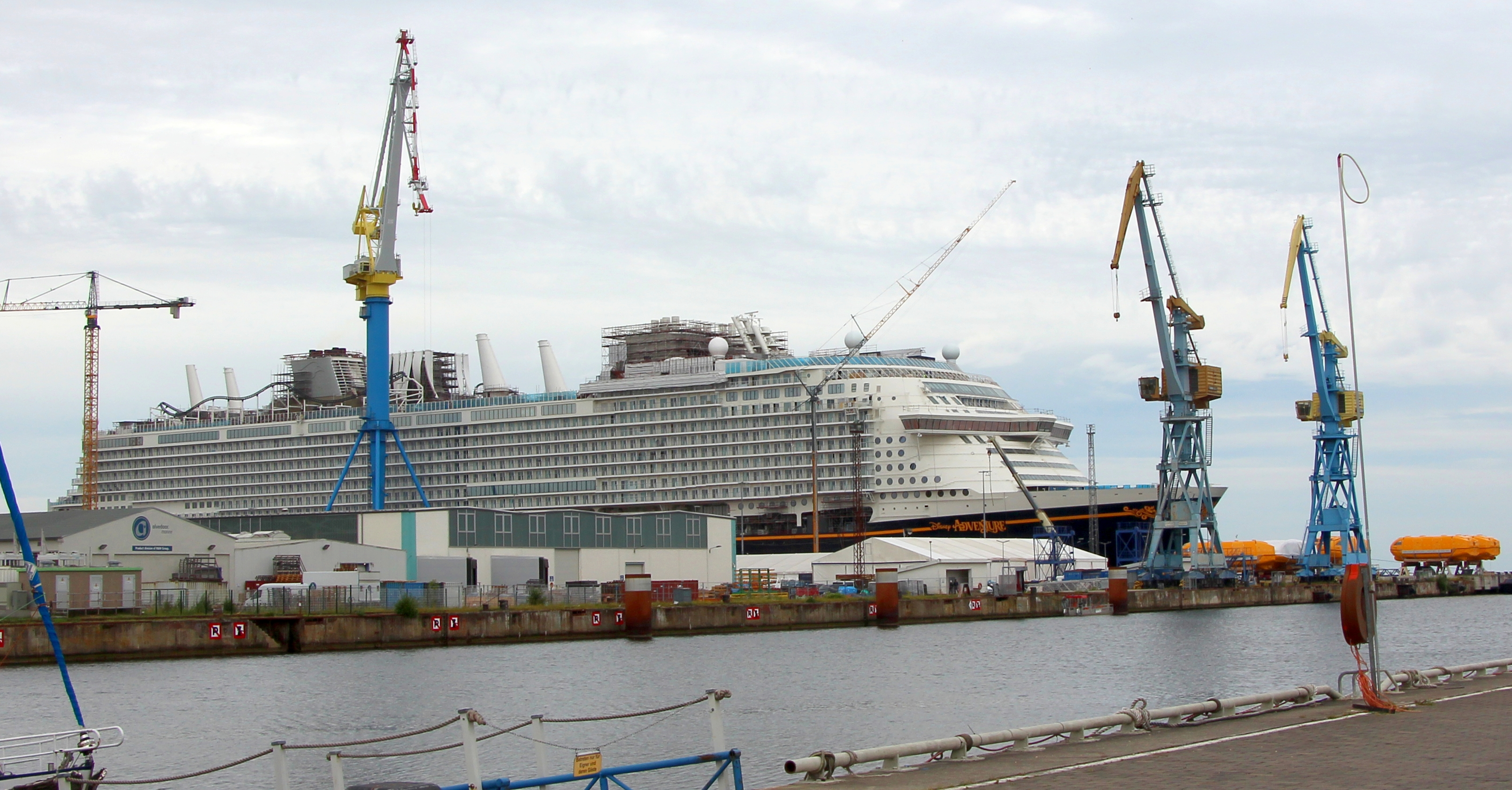
Die im Bau befindliche Disney Adventure (2025)

Am 10. Juni 2022 wurde die Werft an Thyssenkrupp Marine Systems verkauft, die in der Werft ab 2025 Schiffe bauen will. 
In der Zwischenzeit soll die zu 80 Prozent fertiggestellte Disney Adventure (ehemals Global Dream) fertiggestellt werden; im November 2022 erwarb der Disney-Konzern den Bau, er soll unter Leitung der Meyer Werft von Meyer Wismar fertig- und umgebaut werden und 2025 in Betrieb gehen. Der Insolvenzverwalter hatte die Werftanlagen zunächst bis Ende 2023[veraltet] zurückgemietet. Die symbolische Schlüsselübergabe erfolgte im Sommer 2023. Meyer Wismar beschäftigt 500 Fachkräfte.
|                        | '90 | '90 | '91 | '91 | '92 | '92             | '93             | '93             | '94             | '94             | '95             | '95             | '96             | '96             | '97             | '97             | '98                | '98                | '99                | '99                | '00                | '00                | '01                | '01                | '02                | '02                | '03                | '03                | '04                | '04                | '05                | '05                | '06                | '06                | '07                | '07             | '08             | '08             | '09             | '09             | '10             | '10          | '11          | '11          | '12          | '12          | '13                   | '13                   | '14                   | '14                   | '15                   | '15                   | '16                   | '16                   | '17                   | '17                   | '18                   | '18                   | '19                   | '19                   | '20                   | '20                   | '21                   | '21                   | '22                   | '22                   | '23                   | '23                   | '24                   | '24                   |
| Warnowwerft Warnemünde | DMS | DMS | DMS | DMS | DMS | DMS             | Kværner         | Kværner         | Kværner         | Kværner         | Kværner         | Kværner         | Kværner         | Kværner         | Kværner         | Kværner         | Kværner            | Kværner            | Kværner            | Kværner            | Kværner            | Kværner            | Kværner            | Kværner            | Aker               | Aker               | Aker               | Aker               | Aker               | Aker               | Aker               | Aker               | Aker               | Aker               | Aker               | Aker            | Wadan Yards     | Wadan Yards     | Wadan Yards     | Nordic Yards    | Nordic Yards    | Nordic Yards | Nordic Yards | Nordic Yards | Nordic Yards | Nordic Yards | Nordic Yards          | Nordic Yards          | Nordic Yards          | Nordic Yards          | Nordic Yards          | Nordic Yards          | MV Werften            | MV Werften            | MV Werften            | MV Werften            | MV Werften            | MV Werften            | MV Werften            | MV Werften            | MV Werften            | MV Werften            | MV Werften            | MV Werften            | MV Werften            | Marinearsenal         | Marinearsenal         | Marinearsenal         | Marinearsenal         | Marinearsenal         |
| MTW Wismar             |     |     |     |     |     | Bremer Vulkan   | Bremer Vulkan   | Bremer Vulkan   | Bremer Vulkan   | Bremer Vulkan   | Bremer Vulkan   | Bremer Vulkan   | Bremer Vulkan   | Bremer Vulkan   | Bremer Vulkan   | Bremer Vulkan   | Bremer Vulkan      |                    |                    |                    |                    |                    |                    |                    |                    |                    |                    |                    |                    |                    |                    |                    |                    |                    |                    |                 |                 |                 |                 |                 |                 |              |              |              |              |              |                       |                       |                       |                       |                       |                       |                       |                       |                       |                       |                       |                       |                       |                       |                       |                       |                       |                       |                       | TKMS                  | TKMS                  | TKMS                  | TKMS                  | TKMS                  |
| Volkswerft Stralsund   |     |     |     |     |     |                 |                 |                 |                 |                 |                 |                 |                 |                 |                 |                 | A. P. Møller-Mærsk | A. P. Møller-Mærsk | A. P. Møller-Mærsk | A. P. Møller-Mærsk | A. P. Møller-Mærsk | A. P. Møller-Mærsk | A. P. Møller-Mærsk | A. P. Møller-Mærsk | A. P. Møller-Mærsk | A. P. Møller-Mærsk | A. P. Møller-Mærsk | A. P. Møller-Mærsk | A. P. Møller-Mærsk | A. P. Møller-Mærsk | A. P. Møller-Mærsk | A. P. Møller-Mærsk | A. P. Møller-Mærsk | A. P. Møller-Mærsk | A. P. Møller-Mærsk |                 |                 |                 |                 |                 |                 | P+S Werften  | P+S Werften  | P+S Werften  | P+S Werften  | P+S Werften  | P+S Werften           | P+S Werften           | P+S Werften           |                       |                       |                       |                       |                       |                       |                       |                       |                       |                       |                       |                       |                       |                       |                       |                       | Stadt Stralsund       | Stadt Stralsund       | Stadt Stralsund       | Stadt Stralsund       | Stadt Stralsund       |
| Peene-Werft Wolgast    |     |     |     |     |     | Hegemann-Gruppe | Hegemann-Gruppe | Hegemann-Gruppe | Hegemann-Gruppe | Hegemann-Gruppe | Hegemann-Gruppe | Hegemann-Gruppe | Hegemann-Gruppe | Hegemann-Gruppe | Hegemann-Gruppe | Hegemann-Gruppe | Hegemann-Gruppe    | Hegemann-Gruppe    | Hegemann-Gruppe    | Hegemann-Gruppe    | Hegemann-Gruppe    | Hegemann-Gruppe    | Hegemann-Gruppe    | Hegemann-Gruppe    | Hegemann-Gruppe    | Hegemann-Gruppe    | Hegemann-Gruppe    | Hegemann-Gruppe    | Hegemann-Gruppe    | Hegemann-Gruppe    | Hegemann-Gruppe    | Hegemann-Gruppe    | Hegemann-Gruppe    | Hegemann-Gruppe    | Hegemann-Gruppe    | Hegemann-Gruppe | Hegemann-Gruppe | Hegemann-Gruppe | Hegemann-Gruppe | Hegemann-Gruppe | Hegemann-Gruppe |              |              |              |              |              | Lürssen (ab 2021 NVL) | Lürssen (ab 2021 NVL) | Lürssen (ab 2021 NVL) | Lürssen (ab 2021 NVL) | Lürssen (ab 2021 NVL) | Lürssen (ab 2021 NVL) | Lürssen (ab 2021 NVL) | Lürssen (ab 2021 NVL) | Lürssen (ab 2021 NVL) | Lürssen (ab 2021 NVL) | Lürssen (ab 2021 NVL) | Lürssen (ab 2021 NVL) | Lürssen (ab 2021 NVL) | Lürssen (ab 2021 NVL) | Lürssen (ab 2021 NVL) | Lürssen (ab 2021 NVL) | Lürssen (ab 2021 NVL) | Lürssen (ab 2021 NVL) | Lürssen (ab 2021 NVL) | Lürssen (ab 2021 NVL) | Lürssen (ab 2021 NVL) | Lürssen (ab 2021 NVL) | Lürssen (ab 2021 NVL) | Lürssen (ab 2021 NVL) |
| Neptun Rostock         |     |     |     |     |     |                 |                 |                 |                 |                 |                 |                 |                 |                 |                 | Meyer Werft     | Meyer Werft        | Meyer Werft        | Meyer Werft        | Meyer Werft        | Meyer Werft        | Meyer Werft        | Meyer Werft        | Meyer Werft        | Meyer Werft        | Meyer Werft        | Meyer Werft        | Meyer Werft        | Meyer Werft        | Meyer Werft        | Meyer Werft        | Meyer Werft        | Meyer Werft        | Meyer Werft        | Meyer Werft        | Meyer Werft     | Meyer Werft     | Meyer Werft     | Meyer Werft     | Meyer Werft     | Meyer Werft     | Meyer Werft  | Meyer Werft  | Meyer Werft  | Meyer Werft  | Meyer Werft  | Meyer Werft           | Meyer Werft           | Meyer Werft           | Meyer Werft           | Meyer Werft           | Meyer Werft           | Meyer Werft           | Meyer Werft           | Meyer Werft           | Meyer Werft           | Meyer Werft           | Meyer Werft           | Meyer Werft           | Meyer Werft           | Meyer Werft           | Meyer Werft           | Meyer Werft           | Meyer Werft           | Meyer Werft           | Meyer Werft           | Meyer Werft           | Meyer Werft           | Meyer Werft           | Meyer Werft           |
| Elbewerft Boizenburg   |     |     |     |     |     |                 |                 | Petram-Gruppe   | Petram-Gruppe   | Petram-Gruppe   | Petram-Gruppe   | Petram-Gruppe   | Petram-Gruppe   | Petram-Gruppe   | Petram-Gruppe   | Petram-Gruppe   | Petram-Gruppe      | Petram-Gruppe      |                    |                    |                    |                    |                    |                    |                    |                    |                    |                    |                    |                    |                    |                    |                    |                    |                    |                 |                 |                 |                 |                 |                 |              |              |              |              |              |                       |                       |                       |                       |                       |                       |                       |                       |                       |                       |                       |                       |                       |                       |                       |                       |                       |                       |                       |                       |                       |                       |                       |                       |

## Produkte

### Faltboote

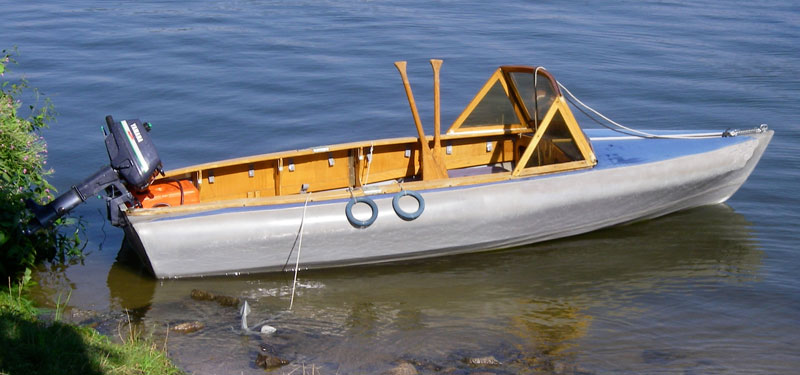
Faltboot Delphin 140 als Motorfaltboot

Im Rahmen der Konsumgüterproduktion wurden bei MTW unter anderem Faltboote hergestellt. Bekannt sind neben den Kajaks der Kolibri-Serie vor allem die zerlegbaren Segel-, Motor- und Ruderboote mit dem Namen Delphin.
Von 1954 bis 1990 entstanden am Standort Kanalstraße in Wismar etwa 75.000 Faltboote, die nicht nur in der DDR, sondern auch in vielen anderen europäischen Ländern verkauft wurden und bis heute auf dem Wasser anzutreffen sind. Am häufigsten wurde mit über 16.000 Einheiten der Kolibri IV hergestellt. Auf die niedrigste Stückzahl (wahrscheinlich weniger als 100) kommt der Katamaran Scalare 250, mit 200 kg wahrscheinlich das schwerste jemals gebaute Faltboot.
| Modell              | Bauzeitraum       | Typ                 |
| ------------------- | ----------------- | ------------------- |
| Delphin 110         | 1954–1989         | Mehrzweck-Jolle     |
| Delphin 85          | 1954–1963         | Kajak-Zweier        |
| Kolibri I           | 1955–ca. 1963     | Kajak Kompaktzweier |
| Scalare 250         | 1962              | Katamaran           |
| Kolibri II          | ca. 1964–ca. 1968 | Kajak Kompaktzweier |
| Delphin 130 „Pirat“ | 1964–ca. 1968     | Mehrzweck-Jolle     |
| Delphin 140         | 1966–1987         | Mehrzweck-Jolle     |
| Kolibri III         | ca. 1968–1989     | Kajak Kompaktzweier |
| Faltruderboot       | 1978–ca. 1984     | Ruderjolle          |
| Kolibri IV          | 1983–1989         | Kajak Kompaktzweier |
| Delphin 150         | 1988–1989         | Mehrzweck-Jolle     |
| Kolibri Tramp       | 1989–1990         | Kajak Kompaktzweier |